# 奨忠壇公園
奨忠壇公園（チャンチュンダンこうえん）は、ソウル特別市中区奨忠洞の南山北麓にある公園である。

## 概要
東国大学校とホテル新羅の間に所在する。本来の奨忠壇は、現在の奨忠壇公園のほかホテル新羅、韓国国立劇場、自由センター、ソウルタワーホテルを含む範囲の規模であった。公園内にはソウル特別市有形文化財第1号に指定されている奨忠壇碑があるほか、敬老堂と体育施設、野外舞台などがあり、泗溟大師をはじめ、李儁、李漢応、柳寛順の銅像が立てられている。
奨忠壇公園は、閔妃が暗殺された乙未事変の際に大韓帝国に殉じた忠臣や烈士を祀るために、1900年9月に高宗が、奨忠壇という祀堂を建立したことに始まる。高宗は近衛部隊である御営庁の分署でソウルの南を守る南小営の場所に奨忠壇を構え、春と秋に祭祀をおこなった。
韓国併合後の1919年に奨忠壇の一帯は桜の木が植えられ、日本風の公園に改装された。公園には1932年に伊藤博文のための寺である博文寺が、1937年には第一次上海事変で死亡した日本軍の肉弾三勇士の銅像が建てられた。日本の敗戦後、博文寺と日本の軍人の銅像は撤去され、朝鮮戦争では祀堂に付属する建物が破壊された。1959年に清渓川が覆蓋された際に撤去された水標橋が、新営洞に暫置されたのち1965年から移築保存されているほか、1969年には公園内の迎賓館の中にあった奨忠壇碑が、水標橋の横に移された。
1957年5月25日、第一共和国期の与党自由党の独裁を糾弾するために、野党である国民主権擁護闘争委員会の主催で、ソウル市民20万人余りが集まった野党時局講演会で、与党と結託した暴力集団による奨忠壇集会妨害事件と呼ばれる政治テロが発生した。
奨忠壇公園は1971年の韓国第7代大統領選挙前の4月18日、市民約100万人が集まる中での、金大中候補と朴正煕候補の演説対決でも有名である。選挙では朴正煕が大統領に当選したが、金大中は「朴正煕に負けたのではなく、李厚洛に負けた」と語った。その後、維新憲法が発布された。
奨忠壇の最初の位置は失われたが、現在の奨忠壇公園の南端のこども野球場の向かい辺りと推定されている。公園の入口に立つ奨忠壇碑の「奨忠壇」の文字は、純宗が皇太子であった頃に書いたものである。碑の裏面には閔泳煥の文章が刻まれている。
歌手の裴湖 (ベホ) が歌った『霧の奨忠壇公園』はこの公園を素材にした歌として有名である。

## 最寄り駅
- 地下鉄3号線、東大入口駅

## 参考
- 大韓民国の隅々、韓国観光公社 （朝鮮語）[リンク切れ]

座標: 北緯37度33分27.8秒 東経127度0分15.4秒 / 北緯37.557722度 東経127.004278度